# 1 Coríntios 15
1 Coríntios 15 é o décimo-quinto capítulo da Primeira Epístola aos Coríntios, de autoria do Apóstolo Paulo, no Novo Testamento da Bíblia.

## Estrutura
A Tradução Brasileira da Bíblia organiza este capítulo da seguinte maneira:
- 1 Coríntios 15:1-19 - A ressurreição dos mortos. A ressurreição de Cristo
- 1 Coríntios 15:20-28 - Cristo, as primícias dos que dormem
- 1 Coríntios 15:29-34 - O batismo pelos mortos
- 1 Coríntios 15:35-49 - Os mortos terão corpos apropriados (corpo natural versus corpo espiritual)
- 1 Coríntios 15:50-58 - Seremos mudados